# Club San Martín de Corrientes
O Club San Martín, conhecido também como San Martín Corrientes ou apenas como San Martín, é um clube profissional de basquetebol que atualmente disputa a LNB. A agremiação tem sede na cidade de Corrientes, Província de Corrientes, Argentina e manda seus jogos no Fortín Rojinegro com capacidade para 2.500 torcedores.

## Histórico de temporadas
| Temporada | Nível | Liga    | Pos. | Pós Temporada               | Competições internacionais | Competições internacionais |
| --------- | ----- | ------- | ---- | --------------------------- | -------------------------- | -------------------------- |
| 2007-08   | 2     | TNA     | 8    |                             | -                          | -                          |
| 2008-09   | 2     | TNA     | 4    | Semifinais                  | -                          | -                          |
| 2009-10   | 2     | TNA     | 3    |                             | -                          | -                          |
| 2010–11   | 2     | TNA     | 2    | Promovido Finalista         | -                          | -                          |
| 2011–12   | 1     | LNB     | 16   | Rebaixado                   | -                          | -                          |
| 2012–13   | 2     | TNA     | 1    | Finalista                   | -                          | -                          |
| 2013–14   | 2     | TNA     | 2    | Promovido terceiro colocado | -                          | -                          |
| 2014-15   | 1     | LNB     | 5    | Oitavas de finais           | 2 Liga Sulamericana        | F                          |
| 2015-16   | 1     | LNB     | 1    | Oitavas de finais           | -                          | -                          |
| 2016-17   | 1     | LNB     | 1    | Semifinais                  | 2 Liga Sulamericana        | 1ªF 5-1                    |
| 2017-18   | 1     | La Liga | 2    | Finalista                   | -                          | -                          |

fonte:latinbasket.com